# Colombias flag
Colombias flag blev officielt 26. november 1861. Den er en horisontal trikolore i gult, blåt og rødt. Den gule stribe er bredere end de andre og udgør halvdelen af flagets bredde. De to øvrige striber udgør hver en fjerdedel af flagets bredde.
Den gule farve symboliserer guldet som Colombia havde før den spanske kolonisering. Den blå står for havet. Den røde står for blodet som blev spildt under befrielseskrigen mod Spanien. 
Flaget går tilbage til flagene som blev ført af Republikken Gran Colombia (1819–1831), Ny Granada (1831–1858) og Den grenadinske føderation (1858–1863). Colombias flag er i grundformen ligesom Ecuadors flag og benytter de samme farver som i Venezuelas flag. Forklaringen er at alle de tre flag har sit ophav i flaget for Republikken Gran Colombia. På grund af ligheden med Ecuadors flag, har Colombias handelsflag og orlogsflag mærker i flaget for at undgå forveksling med nabolandets flag. 

## Handelsflag
Handelsflaget har en rødkantet blå oval der er placeret i en ottetakket hvid stjerne. Denne skal minde om Republikken Gran Colombia, som omfattede områder som i dag er blevet til staterne Colombia, Venezuela, Ecuador, Panama, samt dele af Costa Rica, Peru, Brasilien og Guyana. Handelsflaget blev indført 8. maj 1890.

## Orlogsflag
Orlogsflaget har nationalvåbnet på en hvid skive i midten af flaget. Flaget blev indført 12. november 1932.